# Prvenstvo BLP 1941-1942
Il Prvenstvo Beogradskog loptičkog podsaveza 1941./42., in cirillico Првенство Београдског лоптичког подсавеза 1941./42., (it. "Campionato della sottofederazione calcistica di Belgrado 1941-42") fu la ventitreesima edizione del campionato organizzato dalla Beogradski loptački podsavez (BLP).
Fu la prima edizione nello Stato fantoccio della Germania nazista, affidato da Hitler al generale Milan Nedić.
Questa fu la nona edizione del Prvenstvo BLP ad essere di seconda divisione, infatti le migliori squadre belgradesi militavano nella Srpska liga 1941-1942, mentre i vincitori sottofederali avrebbero disputato gli spareggi per la promozione al campionato nazionale successivo.

## Prima classe

### Classifica
```
Nella primavera del 1942 si ritirarono Borac e Radnički ed i risultati vennero mantenuti.
```

|  | Pos. | Squadra                      | Pt | G  | V | N | P  | GF | GS | QR    |
|  | ---- | ---------------------------- | -- | -- | - | - | -- | -- | -- | ----- |
|  | 1.   | Balkan Mirijevo              | 19 | 12 | 8 | 3 | 1  | 24 | 10 | 2,400 |
|  | 2.   | Slavija Belgrado             | 17 | 12 | 8 | 1 | 3  | 13 | 17 | 0,765 |
|  | 3.   | Električna centrala Belgrado | 17 | 12 | 8 | 1 | 3  | 11 | 27 | 0,407 |
|  | 4.   | Železničar Belgrado          | 10 | 12 | 4 | 2 | 6  | 25 | 20 | 1,250 |
|  | 5.   | Sparta Belgrado              | 10 | 12 | 4 | 2 | 6  | 18 | 24 | 0,750 |
|  | 6.   | Borac Belgrado               | 8  | 7  | 4 | 0 | 3  | 16 | 14 | 1,143 |
|  | 7.   | Palilulac Belgrado           | 3  | 12 | 1 | 1 | 10 | 13 | 39 | 0,333 |
|  | 8.   | Radnički Belgrado            | 2  | 7  | 1 | 0 | 6  | 13 | 30 | 0,433 |

Legenda:
      Promossa in Srpska liga 1941-1942.
      Retrocessa nella classe inferiore.
      Ritirata dalla competizione.
Note:
Due punti a vittoria, uno a pareggio, zero a sconfitta.

## Beogradska grupa 1941
```
Ad eccezione del 
PSK Pančevo
, tutte le compagini prendono parte alla 
Srpska liga 1941-1942
. Col 1942, lo 
Jugoslavija
 cambia il nome in 
SK 1913
.
[
2
]
```

|                            | Pos. | Squadra            | Pt | G  | V | N | P | GF | GS | QR    |
| -------------------------- | ---- | ------------------ | -- | -- | - | - | - | -- | -- | ----- |
|                            | 1.   | BSK Belgrado       | 16 | 10 | 7 | 2 | 1 | 35 | 7  | 5,000 |
|                            | 2.   | Jugoslavija        | 15 | 10 | 7 | 1 | 2 | 20 | 7  | 2,857 |
|                            | 3.   | Jedinstvo Belgrado | 11 | 10 | 3 | 5 | 2 | 17 | 18 | 0,944 |
|                            | 4.   | Vitez Zemun        | 9  | 10 | 4 | 1 | 5 | 16 | 19 | 0,842 |
|                            | 5.   | PSK Pančevo        | 8  | 10 | 2 | 4 | 4 | 16 | 21 | 0,762 |
|                            | 6.   | BASK Belgrado      | 1  | 10 | 0 | 1 | 9 | 8  | 40 | 0,200 |
| Fonte: claudionicoletti.eu |      |                    |    |    |   |   |   |    |    |       |